# ويليام كارترايت
ويليام كارترايت (بالإنجليزية: William Cartwright)‏ هو كاتب سيناريو ومونتير ومنتج أفلام أمريكي، ولد في 25 أغسطس 1920 في سانت لويس في الولايات المتحدة، وتوفي في 1 يونيو 2013 في North Hills, Los Angeles ‏ في الولايات المتحدة.

## وصلات خارجية
- ويليام كارترايت على موقع IMDb (الإنجليزية)
- ويليام كارترايت على موقع أول موفي (الإنجليزية)
- ويليام كارترايت على موقع قاعدة بيانات الفيلم (الإنجليزية)
- ويليام كارترايت على موقع كينوبويسك (الروسية)